# NGC 984
NGC 984 is een spiraalvormig sterrenstelsel in het sterrenbeeld Ram. Het hemelobject werd op 13 december 1871 ontdekt door de Franse astronoom Édouard Jean-Marie Stephan.

## Synoniemen
- PGC 9819
- UGC 2059
- MCG 4-7-12
- ZWG 484.10
- 5ZW 257
- NPM1G +23.0074